# Daji (ort)
Daji är en ort i Komorerna.   Den ligger i distriktet Anjouan, i den centrala delen av landet, 150 km sydost om huvudstaden Moroni. Daji ligger 562 meter över havet och antalet invånare är 2 676. Den ligger på ön Anjouan.
Terrängen runt Daji är kuperad åt sydost, men åt nordväst är den bergig. Havet är nära Daji åt sydväst.  Närmaste större samhälle är Ongoujou, 3,3 km nordost om Daji. 